# Provincia di Kwango
La provincia di Kwango, (francese: province du Kwango) è una delle 26 province della Repubblica Democratica del Congo. Il suo capoluogo è la città di Kenge.
La provincia si trova nel Congo occidentale.
Nel precedente ordinamento amministrativo del Congo (in vigore fino al 2015) la provincia non esisteva in quanto faceva parte della più ampia Provincia di Bandundu.

## Geografia antropica

### Suddivisioni amministrative
La provincia di Kwango è suddivisa nelle città di Kenge (capoluogo) ed in 5 territori:
- territorio di Feshi, capoluogo: Feshi;
- territorio di Kahemba, capoluogo: Kahemba;
- territorio di Kasongo-Lunda, capoluogo: Kasongo-Lunda;
- territorio di Kenge, capoluogo: Kenge;
- territorio di Popokabaka, capoluogo: Popokabaka.